# Charles-André de La Jaille
Charles-André, vicomte de La Jaille, né le 15 avril 1824 à Baie-Mahault et mort le 6 août 1892 à Paris, est un général et homme politique français.

## Biographie
Charles-André de La Jaille est le fils de Charles André de La Jaille et de Caroline du Bois d'Estrelan. Il est le frère de l'amiral Charles Édouard de La Jaille.
Sorti sous-lieutenant d'artillerie de l'École polytechnique en 1845, il est successivement promu lieutenant en 1847, capitaine en 1852, lieutenant-colonel en 1863 et colonel en 1867. Promu général de brigade pendant la guerre franco-allemande de 1870, il est maintenu dans ce grade après la paix, et commande à Bourges la 5e brigade d'artillerie du 8e corps d'armée.
Candidat monarchiste aux élections sénatoriales de 1876, il est élu, le 27 février, sénateur de la Guadeloupe, son pays natal, contre le candidat républicain, Rollin. Il prend place à l'extrême droite du Sénat. Le 15 mars 1877, le général de Lajaille est promu général de division et devient membre du comité de l'artillerie. Au Sénat, il approuva l'acte du 16 mai, et vote, en juin, pour la dissolution de la Chambre des députés ; puis il se prononce contre la politique du ministère Dufaure, contre l'article 7, contre la réforme du personnel judiciaire, contre le rétablissement du divorce, contre les crédits du Tonkin, etc. Il ne se représente pas aux élections du 25 janvier 1885, pour le renouvellement triennal du Sénat, et abandonne la vie publique.
Ses obsèques eurent lieu en l'église Saint-Clément et il est enterré au cimetière La Bouteillerie, à Nantes.